# Novopangaea
Novopangaea eller Novopangea (grekiska-latin för "Nya Pangaea") är en möjlig framtida superkontinent föreslagen av Roy Livermore under sent 1990-tal. Enligt den kommer Stilla havet att försvinna Australien kollidera med Östasien, och Antarktis röra sig norrut.

## Alternativa scenarier
Paleogeologen Ronald Blakey har sagt att de kommande 15-100 miljoner åren inom kontinentaldriften är ganska förutsägbara men att ingen superkontinent kommer att bildas inom dess. Senare räknar han dock med oväntade förändringar med plats för mycket spekulation. Förutom Novopangaea finns andra föreslagna superkontinenter—"Amasien" och Christopher Scoteses "Pangea Ultima"—som lades fram i oktober 2007 i en artikel i New Scientist.

### Fotnoter
1. ↑  Wilkins, Alasdair (27 januari 2011). ”History of Supercontinents on Planet Earth” (på engelska). io9.com. Arkiverad från A Geological originalet den 13 november 2014. https://web.archive.org/web/20141129021840/http://io9.com/5744636/a-geological-history-of-supercontinents-on-planet-earth. Läst 30 augusti 2014.
2. 1 2  Manaugh, Geoff & al. "What Did the Continents Look Like Millions of Years Ago?" i The Atlantic online. 23 september 2013. hämtdatum: 20 augusti 2014.
3. ↑  Williams, Caroline; Ted Nield (20 oktober 2007). ”Pangaea, the comeback”. NewScientist. Arkiverad från originalet den 13 april 2008. https://web.archive.org/web/20080413162401/http://www.science.org.au/nova/newscientist/104ns_011.htm. Läst 30 augusti 2014.